# Força Aérea Expedicionária Aliada
A Força Aérea Expedicionária Aliada (em inglês:  Allied Expeditionary Air Force, AEAF), também conhecida como Força Aérea Expedicionária dos Exércitos Aliados (em inglês:  Allied Armies’ Expeditionary Air Force, AAEAF), foi o componente de guerra expedicionária do Quartel General Supremo das Forças Expedicionárias Aliadas (SHAEF), que controlava o poder aéreo tático das forças aliadas durante a Operação Overlord durante a Segunda Guerra Mundial em 1944.
Sua eficácia foi inferior à ideal em dois aspectos. Não funcionou como quartel general de controle para todas as forças aéreas aliadas, com as forças estratégicas do Comando de Bombardeiros da RAF e da Oitava Força Aérea dos EUA sendo retidas por suas autoridades de comando nacional até que a pressão do general americano Dwight D. Eisenhower resultou na colocação deles diretamente sob o SHAEF em vez da AEAF. Seu comandante também não era apreciado por todos. Sir Trafford Leigh-Mallory foi considerado por alguns como sendo muito inepto para seu lugar no alto comando.
Tinha dois componentes principais, a Segunda Força Aérea Táctica da RAF e a Nona Força Aérea da USAAF. Cada um apoiou o Grupo de Exércitos de sua própria nação. Também tinha o controle operacional da Defesa Aérea da Grã-Bretanha, mas com essa organização não estando sob o controle do SHAEF.
A AEAF foi dissolvida depois, que Leigh-Mallory foi designado para comandar as forças da RAF no Extremo Oriente, sendo posteriormente morto em um acidente aéreo.